# Oswald von Richthofen
Oswald Freiherr von Richthofen (Iași, 13 ottobre 1847 – Berlino, 17 gennaio 1906) è stato un politico tedesco del XIX secolo.
Figlio di un diplomatico prussiano, il barone Emil, apparteneva ad una nobile famiglia del Brandeburgo. Conseguì il dottorato in medicina all'Università di Berlino e fu medico militare delle truppe tedesche durante la guerra franco-prussiana con il grado di capitano e poi medico della colonia tedesca dell'Africa Tedesca del Sud-Ovest (oggi Namibia).
Durante la sua permanenza in Africa, prima come medico, poi come vice governatore con Franz Georg von Glasenapp, si oppose ai metodi violenti e inumani di Lothar von Trotha nel reprimere la rivolta degli Herero e con Franz Joseph von Bülow fece rapporto a von Glasenapp che fece arrestare il comandante von Trotha, che però venne liberato a causa dell'indifferenza del governo tedesco.
Tornato in Germania, fu deputato per i liberali al Reichstag (parlamento dell'Impero tedesco), poi membro del gabinetto di Bernhard von Bülow, dando molta importanza alle imminenti riforme che la classe operaia chiedeva, ma esse furono in parte cancellate dal kaiser.
Negli ultimi anni della sua vita fu professore del futuro politico Friedrich von Prittwitz und Gaffron all'Università di Berlino.